# 공문서부정행사죄
| |
| 형법 刑法 |
| 형법학 · 범죄 · 형벌 죄형법정주의 |
| 범죄론 |
| 구성요건 · 실행행위 · 부작위범 간접정범 · 미수범 · 기수범 · 중지범 불능범 · 상당인과관계 고의 · 고의범 · 착오 과실 · 과실범 공범 · 정범 · 공동정범 공모공동정범 · 교사범 · 방조범 |
| 항변 |
| 위법성조각사유 · 위법성 · 책임 · 책임주의 책임능력 · 심신상실 · 심신미약 · 정당행위 · 정당방위 · 긴급피난 · 오상방위 · 과잉방위 · 강요된 행위                                     |
| 죄수 |
| 상상적 경합 · 연속범 · 병합죄 |
| 형벌론 |
| 사형 · 징역 · 금고 벌금 · 구류 · 과료 · 몰수 법정형 · 처단형 · 선고형 자수 · 작량감경 · 집행유예                                                                                  |
| 대인범죄 |
| 폭행죄 · 상해치사죄 · 절도죄 |
| 성범죄 · 성매매알선 · 강간죄 |
| 유괴 · 과실치사상죄 · 살인죄 |
| 대물범죄 |
| 손괴죄 · 방화죄 |
| 절도죄 · 강도죄 · 사기죄 |
| 사법절차 방해죄 |
| 공무집행방해죄 · 뇌물죄 |
| 위증죄 · 배임죄 |
| 미완의 범죄 |
| 시도 · 모의 · 공모 |
| 형법적 항변 |
| 자동증, 음주 & 착오 |
| 정신 이상 · 한정책임능력 |
| 강박 · 필요 |
| 도발 · 정당방위 |
| 다른 7법 영역 |
| 헌법 · 민법 · 형법 |
| 민사소송법 · 형사소송법 · 행정법 |
| 포털: 법 · 법철학 · 형사정책 |
| v • d • e • h |

공문서부정행사죄(公文書不正行使罪) 공무원 또는 공무소의 문서 또는 도화를 부정행사하는 죄. 2년 이하의 징역이나 금고 또는 500만원 이하의 벌금에 처한다(230조). 객체는 진정히 성립한 공무원 또는 공무소의 문서 또는 도화이다. '부정행사'란 공무원 또는 공무소의 문서나 도화를 그 본래의 작성목적 이외에 사용하는 일체의 행위를 말한다. 진정하게 성립한 문서일지라도 다른 물건과 결부시킴으로써 부실의 사실을 증명케 할 수 있으므로 본죄는 이러한 행위를 처벌하려는 것이다. 미수범도 처벌한다(235조).

## 판례
형법 제230조는 본죄의 구성요건으로 단지 ‘공무원 또는 공무소의 문서 또는 도화를 부정행사한 자’라고만 규정하고 있어, 자칫 처벌범위가 지나치게 확대될 염려가 있으므로 본죄에 관한 범행의 주체, 객체 및 태양을 되도록 엄격하게 해석하여 처벌 범위를 합리적인 범위 내로 제한하여야 한다. 사용권한자와 용도가 특정되어 있는 공문서를 사용권한 없는 자가 사용한 경우에도 그 공문서 본래의 용도에 따른 사용이 아닌 경우에는 공문서부정행사죄가 성립되지 아니한다
- 甲이 기왕에 습득한 타인의 주민등록증을 가족의 것이라고 제시하면서 그 주민등록증상의 명의 또는 가명으로 이동전화 가입신청을 한 경우, 타인의 주민등록증을 본래의 사용용도인 신분확인용으로 사용한 것이라고 볼 수 없어 공문서부정행사죄가 성립하지 않는다.[2]